# 軍事顧問

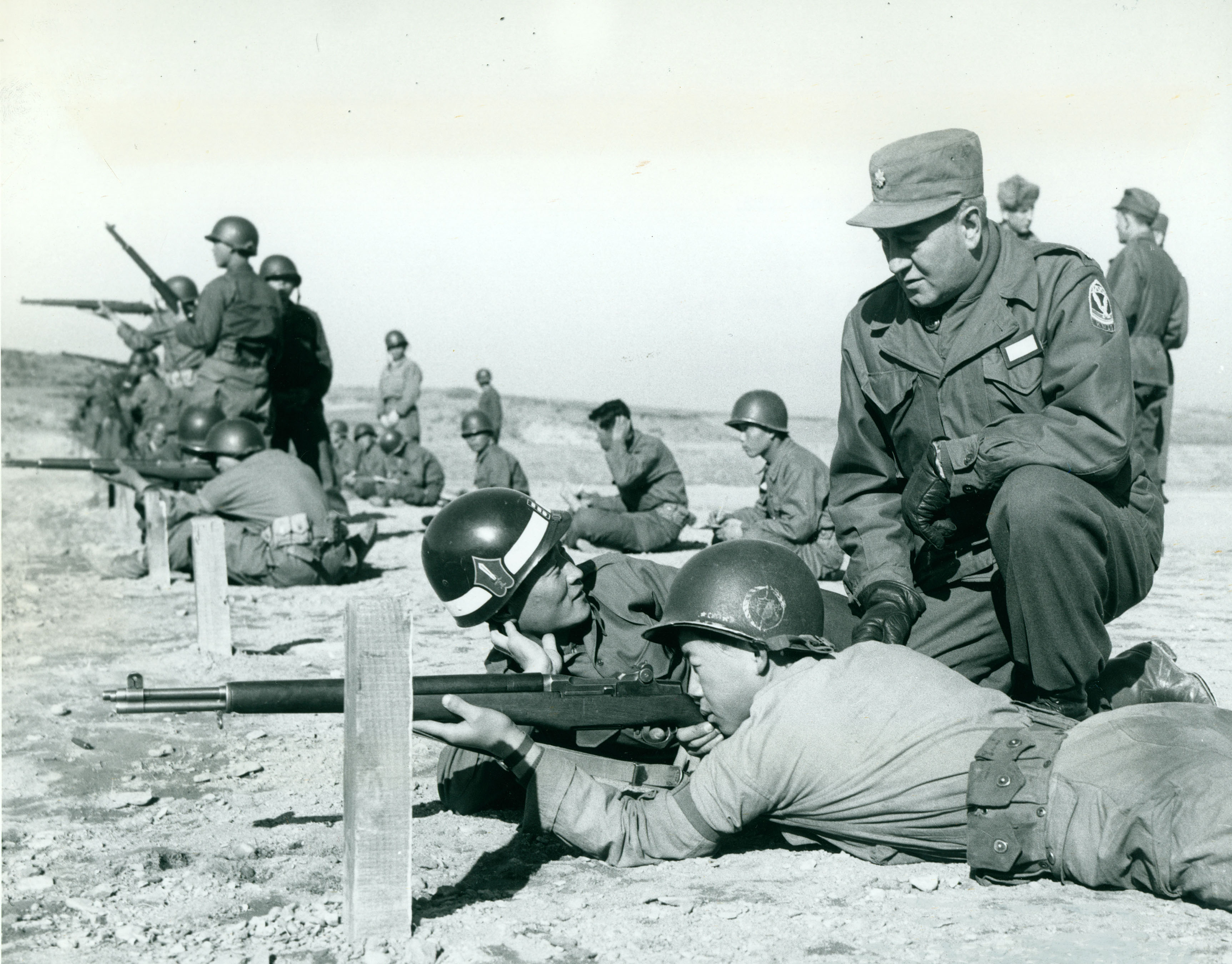
大韓民国陸軍の兵士を指導するアメリカ人軍事顧問（右の片膝立ちの人物）

軍事顧問（ぐんじこもん）とは、外国に派遣され、派遣先の軍隊の組織編成や訓練、戦闘指揮などに協力する軍事専門家のことである。現役の軍人や元軍人が一般的である。軍事顧問団を編成して派遣される場合が多い。

## 概要
実戦部隊を派遣しての支援が政治的に困難な情勢下で、代替的な軍事支援として派遣されることも多い。例えばベトナム戦争では、当初アメリカは実戦部隊を派遣せず、アメリカ陸軍特殊部隊群（グリーンベレー）で編成した軍事顧問団を送り、南ベトナム政府を支援していた。この軍事顧問団は、後に実戦部隊的性格の強い南ベトナム軍事援助司令部へと改編されることとなる。
アメリカ同時多発テロ事件以降は、対テロ戦争の一環として同盟国の軍隊・準軍事組織の養成が軍事顧問団の任務の一つとなっている。アメリカは、かつてアフガニスタンやイラクへこの任務の軍事顧問を送っており、右の2ヶ国では現地政府の治安部隊と密接な現場協力をするMTT (en:Military transition team) と呼ばれる形態の部隊を活動させていた。
近年では民間軍事会社が軍事顧問の役割を果たしていることもある。

## 例
- フランス軍事顧問団
- トレーシー顧問団
- 南ベトナム軍事援助司令部（ベトナム戦争及び第二次インドシナ戦争の項目を参照）
- 白団（第二次世界大戦終結後に起きた国共内戦敗退により、台湾に亡命した蔣介石率いる中華民国政府への日本からの非正規軍事顧問団）
- 在華ソビエト軍事顧問団
- イラン革命防衛隊はレバノンのヒズボラに相当数の軍事顧問を派遣しているとされる。
- 在日軍事援助顧問団（Military Assistance Advisory Group＝通称マーグJ） - 警察予備隊創設時にGHQが支援のために設置した「民事局別室（CASA)」がルーツ。在日保安顧問団（SAG）から改称[1]。